# 海軍中佐
海軍中佐（かいぐんちゅうさ、英語: commander）は、海軍の階級。海軍大佐の下、海軍少佐の上。
主に中小規模の軍艦の艦長や大規模艦船の副長等を務める。

## 「コマンダー」の系譜
イギリス海軍において、日本の「海軍中佐」（二等海佐）に相当する階級が「コマンダー」（commander）である。これは階級制度が未発達で配置を基準として補職を行っていた時代のイングランド王国海軍において、艦長である「キャプテン」（後の海軍大佐）と、これを補佐する「レフテナント」（後の海軍尉官）とのあいだに生まれた配置を起源とし、後に配置と階級のヒエラルキーが整合されるようになっても、その時代の配置名がそのまま階級の呼称として残されたものである。
初期ステュアート朝期の17世紀初頭の時点で、イングランド王国海軍の兵力の半分は民間船の徴用に依存しており、共和制期には更に商船の軍艦転用が進められた。これらの船は船長・船員とともに海軍に雇入れられたが、戦闘で損害を被っても海軍や国家による補償はない一方、船長たちは依然として船主に対して船の安全確保の責任を負わねばならなかったことから、極力危険を回避する傾向が強く、しばしば戦列を離脱して味方を危険に晒した。この問題に対して、17世紀半ばからは熟練のレフテナントが雇入船に配されるようになったが、これらのレフテナントは指揮官（コマンダー）と船長ないし航海長（マスター）を兼ねることから当初はコマンダー・アンド・マスター、後に前後が逆転してマスター・アンド・コマンダーと称された。
1674年、6等艦艦長の資格に、トリニティ・ハウスでのマスター試験に合格することが加わった。1748年にセカンド・マスターが正式な階級となり、ノンポストシップにも配員されるようになると、マスター・アンド・コマンダーが航海専門士官を部下に持つことになることから「マスター・アンド」の部分が不要となり、1794年にこの部分を外して「コマンダー」という階級が制定された。また1827年には、コマンダーは小型艦の艦長だけでなく大型艦の副長としても配置されるようになった。なお、当初は陸軍少佐と同等の階級として扱われていたが 、1912年にレフテナントのうち先任者が「レフテナント・コマンダー」として少佐と同等に扱われるようになると、コマンダーは中佐相当となった。
なお階級制度への移行期にあたるナポレオン戦争期を扱ったホーンブロワーシリーズを翻訳するにあたり、「コマンダー」については、高橋泰邦は「海尉艦長」、菊池光は「准海佐」という造語をあてている。
また、1872年（明治5年）の海軍省刊本である英国海軍官名録や1881年（明治14年）の五国対照兵語字書では「准艦長」の語を充てている 。

### 各国の例
「キャプテン」との上下関係に由来するものを含めて、下記のような例がある。
- アメリカ海軍・アメリカ沿岸警備隊：Commander[15]（コマンダー）
- イギリス海軍：Commander[15]（コマンダー）
- オランダ海軍：Kapitein-luitenant-ter-zee[16][注 4]
- スウェーデン海軍：Kommendörkapten[17][注 5]
- ノルウェー海軍：Kommandørkaptein[18][注 5]
- 幕府海軍：軍艦頭並[20][注 6]
- フィンランド海軍: Komentaja[21]
- ポーランド海軍：Komandor porucznik[19][注 5]

## 「フリゲート艦長」の系譜
イギリス海軍では、帆走フリゲートの艦長としてはポスト・キャプテン（後の海軍大佐）が補されていた。これに対し、大陸ヨーロッパでは下記のように「フリゲート艦長」を意味する名称が海軍中佐に当てられている例が少なくない。

### 各国の例
- イタリア海軍：Capitano di fregata[23] （カピターノ・ディ・フレガータ）
- スペイン海軍：Capitán de fragata[24]
- ドイツ海軍：Fregattenkapitän[21] （フレガッテンカピテン）
- フランス海軍：Capitaine de frégate[25]  （カピテーヌ・ド・フレガット）
- ポルトガル海軍：Capitão de fragata[26]

## 律令に由来する系譜

### 日本
- 大日本帝国海軍：海軍中佐
- 海上警備隊（警備隊）：二等海上警備正（二等警備正）
- 海上自衛隊：2等海佐（二等海佐）

### その他の漢字圏
北朝鮮軍は日本と同様の呼称である。
- 朝鮮人民軍海軍：中佐
- 大韓民国海軍：中領
- 中華民国海軍：中校
- 中国人民解放軍海軍：中校

## 著名な海軍中佐

### 日本

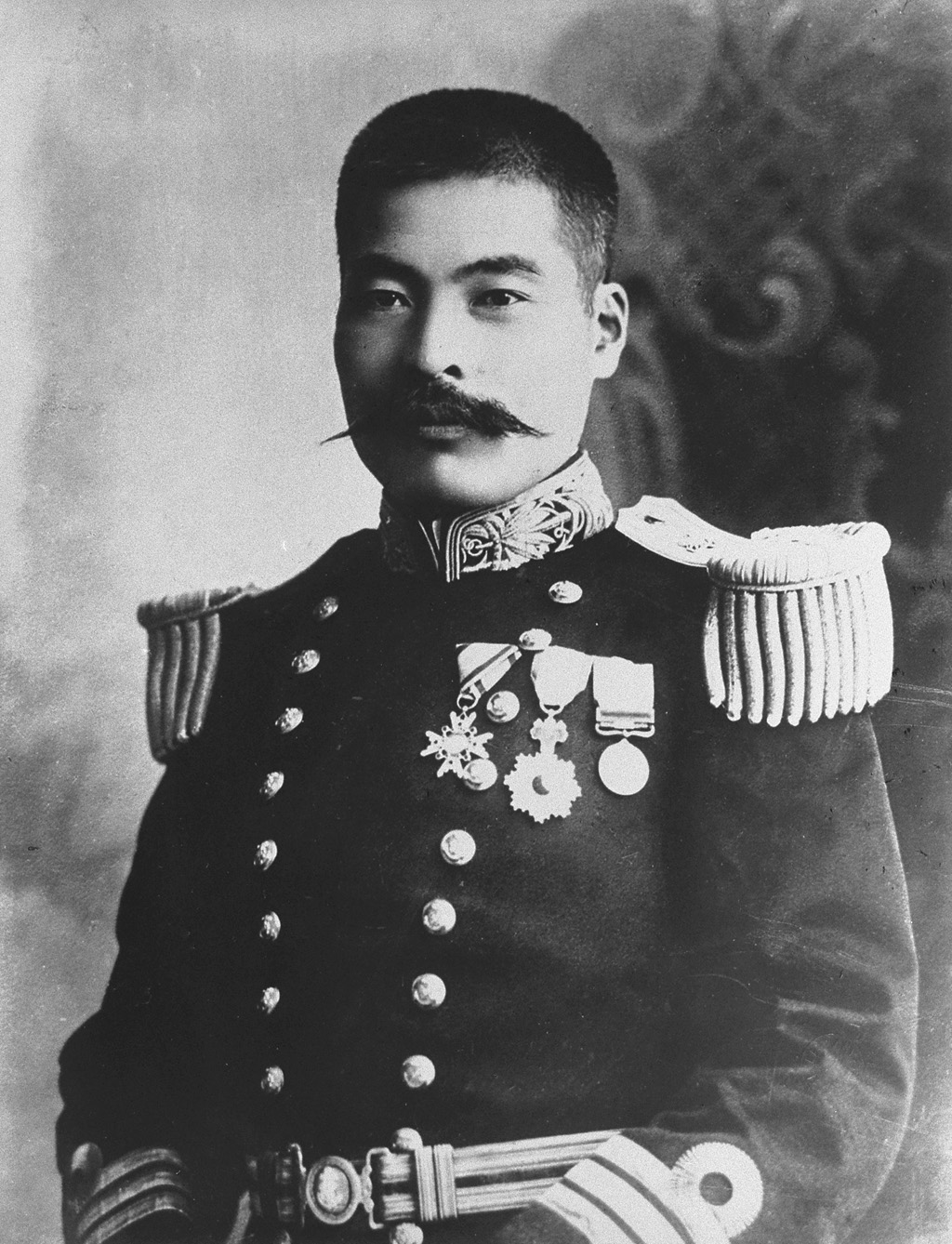
広瀬武夫海軍中佐、日本の軍神

- 広瀬武夫 - 大日本帝国海軍中佐（少佐。戦死後中佐に昇進）、日露戦争
- 岩佐直治 - 大日本帝国海軍中佐（大尉。戦死後中佐に昇進）、太平洋戦争
- 友永丈市 - 大日本帝国海軍中佐（海軍大尉。戦死後中佐に昇進）、空母飛龍艦攻隊長。

### 諸外国
- ダニエル・クレイグ - 名誉海軍中佐。演じたジェームズ・ボンド（6代目）が「イギリス海軍志願予備隊（RNVR）中佐」という設定にちなみ、実際イギリス海軍から階級が与えられた。

## 架空の海軍中佐
- 海江田四郎（沈黙の艦隊） - 海上自衛隊二等海佐
- ジェームス・ボンド（007） - イギリス海軍中佐